# Dragon (One Piece)
 For alternative betydninger, se Dragon (flertydig). (Se også artikler, som begynder med Dragon)
Dragon (ドラゴン) er en fiktiv person fra animeen og mangaen One Piece.

## Om Dragon
Den eneste gang, Dragon er blevet set, er efter et lyn destruerer skafottet, hvor Ruffy skulle henrettes af klovnen Buggy, hvor han redder Ruffy fra kaptajn Smoker. Lige da han reddede Ruffy, brød en gigantisk storm løs i Loguetown. Det vides ikke, om han var skyld i denne vejrforandring, men der er uden tvivl mere ved ham, end det ser ud til og muligvis har han også djævlekræfter. 
Da vi kun har set ham en gang i serien, er hans personlighed et mysterium, men han har tilsyneladende en forkærlighed for friheden og skæbnen. Han virker også meget beslutsom og seriøs.

## Historie
Dragon er sandsynligvis den mest mystiske person i One Piece, som ikke kun er blevet omtalt, men også har medvirket i historien. Han har vist sig en gang i den egentlige historie og er blevet omtalt meget få gange. Den største omtale af ham var i Choppers flashback for 6 år siden. Der blev holdt et møde i Maryjoa, hvor det blev sagt, at han var en meget farlig revolutionær og at han sandsynligvis ville blive en meget stor trussel om få år.

## Mere info
Der er en del mere info på den engelske udgave af denne artikel, men vær forberedt på meget overraskende spoilere.

| Anime- eller mangafigur | Spire Denne artikel om en anime- og/eller mangafigur er en spire som bør udbygges. Du er velkommen til at hjælpe Wikipedia ved at udvide den. |